# Anthony Hopkins
Sir Philip Anthony Hopkins, Kt, CBE (Port Talbot, West Glamorgan, 31 de dezembro de 1937) é um ator galês.
Considerado como um dos maiores atores em atividade, Hopkins é vencedor de dois Oscars de melhor ator principal, e mais conhecido por interpretar o serial killer canibal, Hannibal Lecter, em O Silêncio dos Inocentes (vencendo o Oscar de Melhor Ator), sua sequência Hannibal e sua prequela Red Dragon. Outros filmes proeminentes incluem The Lion in Winter, The Elephant Man, Thor , 84 Charing Cross Road, Drácula de Bram Stoker, Legends of the Fall, The Remains of the Day, Amistad, Nixon, The Father (pelo qual ganhou seu segundo Oscar de Melhor Ator) e a série de TV, Westworld. Nascido e criado no País de Gales, manteve a sua cidadania britânica, adquirindo também a cidadania americana em 12 de abril de 2000. Os filmes de Hopkins se espalharam por uma variedade de gêneros, de filmes para a família até terror. Além dos dois Oscars, também foi premiado com três BAFTA, dois Emmy do Primetime e um Prêmio Honorário Cecil B. DeMille.
Hopkins foi feito cavaleiro pela Rainha Elizabeth II em 1993 por seus serviços pela arte. Ele recebeu uma estrela na Calçada da Fama de Hollywood em 2003. O personagem que desempenhou em 'O Silêncio dos Inocentes', o canibal Dr. Hannibal Lecter, foi classificado como o maior vilão da história do cinema pelo American Film Institute.

## Infância
Hopkins nasceu em Port Talbot, País de Gales, filho de Muriel Yeats Annee e Richard Arthur Hopkins. Seus dias na escola foram improdutivos; ele preferia imergir-se em artes, como pintura e desenho, ou aprender a tocar piano, a ir às aulas. Em 1949, para instilar disciplina, seus pais insistiram que ele fosse para a West Monmouth School, em Pontypool. Ele ficou lá por cinco anos e foi então educado na Cowbridge Grammar School, no Vale de Glamorgan. Ele foi influenciado e encorajado a se tornar um ator pelo compatriota Richard Burton (que também havia nascido em Neath Port Talbot, e que Hopkins conheceu rapidamente aos 15 anos). Com esse objetivo, ele se matriculou no Royal Welsh College of Music & Drama, em Cardiff, se formando em 1957. Depois de dois anos servindo no Exército Britânico, ele se mudou para Londres e começou a treinar na Royal Academy of Dramatic Art.

## Carreira

### Papéis
Hopkins fez sua primeira aparição profissional no teatro no Palace Theatre, em Swansea, no ano de 1960 com a produção da peça Have a Cigarette.
Em 1965, depois de alguns anos, ele foi assistido por Laurence Olivier, que o convidou para se juntar a ele na Royal National Theatre. Hopkins se tornou o reserva de Olivier, e o substituiu quando Olivier teve apendicite durante a produção de The Dance of Death, de August Strindberg. Olivier, mais tarde em sua memórias Confessions of an Actor, escreveu que, "Um jovem novo ator na companhia de promessa excepcional chamado Anthony Hopkins estava na minha reserva e pegou o papel de Edgar como um gato com um rato no seus dentes".
Apesar de seu sucesso na Royal National Theatre, Hopkins ficou cansado de repetir os mesmos papéis noite após noite, ansiando por trabalhar em filmes. Ele estreou na televisão em 1967, no filme para a televisão A Flea in Her Tea, da BBC. Em 1968, ele estreou no cinema no filme The Lion in Winter interpretando Ricardo I da Inglaterra, junto com Peter O'Toole, Katherine Hepburn e o futuro James Bond, Timothy Dalton.
Mesmo continuando no teatro, Hopkins pouco a pouco foi se afastando dos palcos, estabelecendo-se como um ator de filmes e televisão. A sua interpretação de Pierre Bezukhov no drama da BBC, War and Peace de 1972, foi particularmente memorável, com Hopkins vencendo um BAFTA Television Award de Melhor Ator. Desde então, ele foi desfrutar uma longa carreira de muitos aplausos e prêmios por suas interpretações. Hopkins se tornou Comandante do Império Britânico (CBE) em 1987, e um Knight Bachelor em 1993. Ele recebeu uma estrela na Calçada da Fama de Hollywood em 2003.
Hopkins afirmou que seu papel de Burt Munro, que ele interpretou no filme The World's Fastest Indian (2005), foi um de seus favoritos. Ele também disse que Munro foi o papel mais fácil que ele já teve, porque ambos possuem perspectivas semelhantes na vida. Em 2006, Hopkins foi o recipiente do Prêmio Cecil B. DeMille dos Globos de Ouro por sua carreira.

### Estilo de atuação

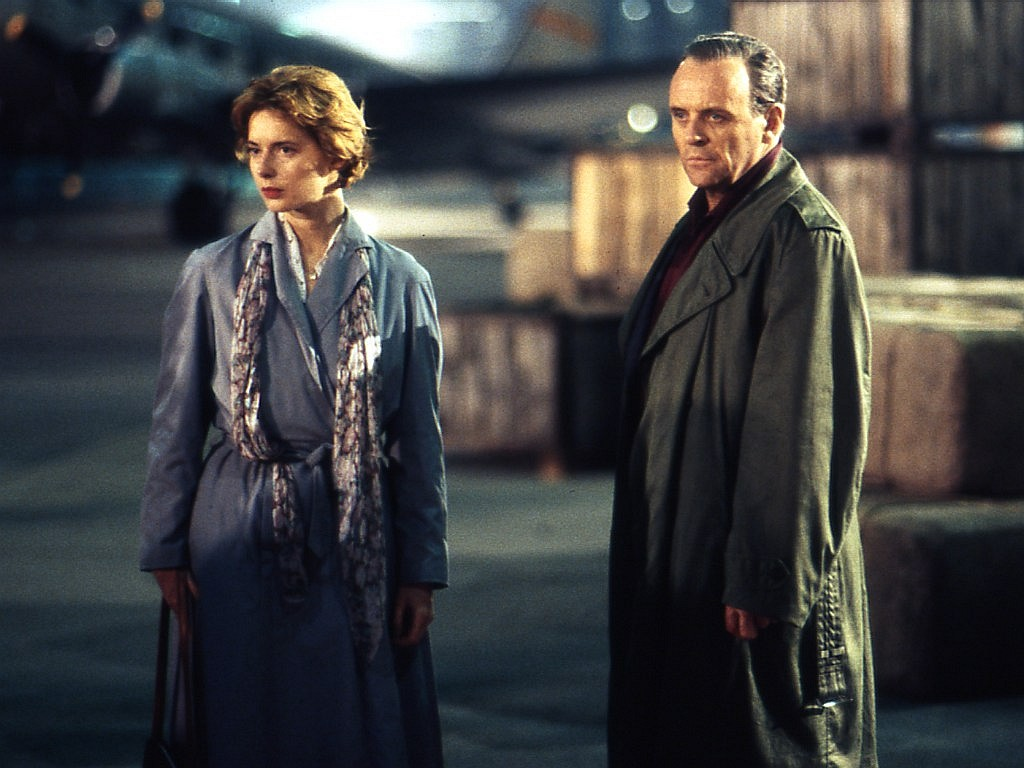
Isabella Rossellini e Anthony Hopkins em Berlim para as filmagens de The Innocent (1993).

Hopkins é famoso por sua preparação para seus papéis. Ele indicou em várias entrevistas que, uma vez comprometido com um projeto, ele passará por suas falas quantas vezes for necessário (algumas vezes passando de 300) até que elas soem naturais para ele, podendo assim dizê-las "sem pensar". Isso leva para um estilo quase casual de dizer as falas que camufla a quantidade de trabalho prévio. Apesar de permitir improvisações cuidadosas, esse estilo já causou conflitos entre ele e um diretor ocasional que diverge do roteiro original, ou que pede para o ator passe por um número excessivo de tomadas. Hopkins já disse que após terminar uma cena, ele simplesmente descarta as falas, não mais se recordando delas. Isso é diferente de outros que lembram de suas falas décadas após as filmagens. Richard Attenborough, que já dirigiu Hopkins em cinco ocasiões, viu-se em dificuldades durante as filmagens de Shadowlands (1993) para acomodar os diferentes estilos de suas duas estrelas (Hopkins e Debra Winger), que dividiam muitas cenas. Enquanto que Hopkins, preferindo a espontaneidade de uma nova tomada, gostava de manter os ensaios no mínimo, Winger ensaiava continuamente. Para permitir isso, Attenborough se passou pelo personagem de Hopkins durante os ensaios de Winger, chamando o ator para apenas para o último ensaio antes da gravação. O diretor elogiou Hopkins por "essa extraordinária habilidade de fazer acreditar que, quando você o ouve, é a primeira vez que ele já disse aquela fala. É um dom incrível". Conhecido por sua habilidade em memorizar falas, Hopkins trabalha sua memória lendo poesias e Shakespeare. No filme Amistad, de Steven Spielberg, Hopkins surpreendeu a equipe e o elenco ao memorizar um discurso de sete páginas, falando tudo de uma vez só. Um admirado e intimidado Spielberg não conseguia chamá-lo de Tony, insistindo em chamá-lo de Sir Anthony por toda a produção.
Além disso, Hopkins é um mímico de talento, alterando seu sotaque galês em qualquer sotaque que o personagem necessite. Ele duplicou a voz de seu falecido mentor, Sir Laurence Olivier, para cenas adicionais de Spartacus para sua restauração em 1991. Hopkins disse que atuar "como um submarino" o ajudou a entregar interpretações credíveis em filmes de thriller. Ele disse. "É bem difícil para um ator evitar, você quer mostrar um pouco. Porém eu acredito que o quanto menos alguém mostra, melhor".

## Vida pessoal
O ator é filho de Muriel Anne Yeats e Richard Arthur Hopkins.
Entre 1967 e 1972 foi casado com Petronella Barker, com quem teve a sua única filha: Abigail Hopkins, nascida a 20 de agosto de 1968 (56 anos). Em 2006, a filha de Hopkins disse em entrevista ao The Telegraph que via o pai durante a infância e a adolescência, mas apenas uma vez por ano. Em 2018, Anthony Hopkins disse que não fala com a filha há quase 20 anos e que não quer saber se ela já tem ou não filhos.
Em 1973 casou com Jennifer Lynton, união que terminou em 2002. Desde Março de 2003 que Anthony é casado com Stella Arroyave.
Aos 19 anos compôs uma valsa chamada And the Waltz Goes On. A música pode ser conferida no DVD Under the Stars de André Rieu. O maestro recebeu o pedido para que a tocasse do próprio Hopkins.
Hopkins apoia várias organizações filantrópicas. Foi convidado de honra na gala de recolha de fundos da Women in recovery, Inc., uma organização sem fins lucrativos canadiana destinada à ajuda de mulheres necessitadas.
Em 2021, Hopkins descobriu estar no espectro do autismo já na terceira idade.

## Filmografia
| Ano  | Título                                  | Papel                         | Notas |
| ---- | --------------------------------------- | ----------------------------- | --- |
| 1967 | A Flea in Her Ear                       | Etienne Plucheux              | Filme para a televisão |
| 1967 | The White Bus                           | Brechtian                     | Curta |
| 1968 | The Lion in Winter                      | Ricardo Coração de Leão       | Indicação - BAFTA Award de Melhor Ator Coadjuvante |
| 1969 | The Looking Glass War                   | John Avery                    | |
| 1969 | Hamlet                                  | Rei Claúdio                   | |
| 1969 | Department S                            | Greg Halliday                 | Série de televisão |
| 1970 | The Great Inimitable Mr. Dickens        | Charles Dickens               | Filme para a televisão |
| 1970 | Hearts and Flowers                      | Bob                           | Indicação - BAFTA Television Award de Melhor Ator |
| 1971 | When Eight Bells Toll                   | Philip Calvert                | |
| 1972 | Young Winston                           | David Lloyd George            | |
| 1972 | War and Peace                           | Pierre Bezukhov               | Minissérie BAFTA Television Award de Melhor Ator |
| 1972 | A Doll's House                          | Torvald Helmer                | |
| 1974 | The Girl from Petrovka                  | Kostya                        | |
| 1974 | QB VII                                  | Dr. Adam Kelno                | Minissérie |
| 1974 | Juggernaut                              | John McCleod                  | |
| 1974 | All Creatures Great and Small           | Siegfried Farnon              | Filme para a televisão |
| 1974 | The Childhood Friend                    | Alexander Tashkov             | |
| 1976 | Dark Victory                            | Dr. Michael Grant             | Filme para a televisão |
| 1976 | The Lindbergh Kidnapping Case           | Bruno Hauptmann               | Filme para a televisão |
| 1976 | Victory at Entebbe                      | Yitzhak Rabin                 | |
| 1977 | A Bridge Too Far                        | Tenente Coronel John D. Frost | |
| 1977 | Audrey Rose                             | Elliot Hoover                 | Indicação - Saturn Award de Melhor Ator |
| 1978 | Magic                                   | Charles "Corky" Withers       | Indicação - BAFTA Award de Melhor Ator Indicação - Golden Globe Award de Melhor Ator - Filme Dramático |
| 1978 | International Velvet                    | Capitão Johnson               | |
| 1979 | Mayflower: The Pilgrims' Adventure      | Capitão Jones                 | Filme para a televisão |
| 1980 | The Elephant Man                        | Sir Frederick Treves          | |
| 1980 | A Change of Seasons                     | Adam Evans                    | |
| 1981 | The Bunker                              | Adolf Hitler                  | Filme para a televisão |
| 1981 | Peter and Paul                          | Paulo de Tarso                | Filme para a televisão |
| 1981 | Othello                                 | Otelo                         | Filme para a televisão |
| 1982 | The Hunchback of Notre Dame             | Quasimodo                     | Filme para a televisão |
| 1983 | A Married Man                           | John Strickland               | Filme para a televisão |
| 1984 | The Bounty                              | Tenente William Bligh         | |
| 1985 | Hollywood Wives                         | Neil Gray                     | Filme para a televisão |
| 1985 | Arch of Triumph                         | Dr. Ravic                     | Filme para a televisão |
| 1985 | Guilty Conscience                       | Arthur Jamison                | Filme para a televisão |
| 1985 | Mussolini and I                         | Conde Galeazzo Ciano          | Filme para a televisão |
| 1985 | The Good Father                         | Bill Hooper                   | |
| 1987 | 84 Charing Cross Road                   | Frank Doel                    | Prêmio de Melhor Ator do Festival de Moscou |
| 1988 | The Dawning                             | Angus Barrie                  | |
| 1988 | Across the Lake                         | Donald Campbell               | Filme para a televisão |
| 1988 | A Chorus of Disapproval                 | Dafydd Ap Llewellyn           | |
| 1988 | The Tenth Man                           | Jean Louis Chavel             | Indicação - Globo de Ouro de melhor ator em minissérie ou filme para televisão |
| 1989 | Great Expectations                      | Abel Magwitch                 | Minissérie Indicação - Emmy do Primetime de Melhor Ator Coadjuvante – Minissérie ou Filme para a televisão |
| 1990 | Desperate Hours                         | Tim Comell                    | |
| 1991 | The Silence of the Lambs                | Dr. Hannibal Lecter           | Oscar de Melhor Ator BAFTA Award de Melhor Ator Prêmio da Sociedade de Críticos de Cinema de Boston para Melhor Ator Coadjuvante Prêmio da Associação de Críticos de Cinema de Chicago para Melhor Ator Prêmio da Associação de Críticos de Cinema de Dallas-Fort Worth para Melhor Ator Prêmio do Círculo de Críticos de Cinema de Kansas City para Melhor Ator National Board of Review de Melhor Ator Coadjuvante Prêmio do Círculo de Críticos de Cinema de Nova York para Melhor Ator Prêmio Sant Jordi de Melhor Ator Estrangeiro Saturn Award de Melhor Ator Indicação - Golden Globe Award de Melhor Ator - Filme Dramático Indicação - Prêmio do Círculo de Críticos de Cinema de Londres para Melhor Ator |
| 1991 | One Man's War                           | Joel                          | Filme para a televisão |
| 1992 | Freejack                                | Ian McCandless                | |
| 1992 | Spotswood                               | Errol Wallace                 | |
| 1992 | Howards End                             | Henry J. Wilcox               | |
| 1992 | Dracula                                 | Professor Abraham Van Helsing | Indicação - Saturn Award de Melhor Ator Coadjuvante |
| 1992 | Chaplin                                 | George Hayden                 | |
| 1993 | The Trial                               | O Padre                       | |
| 1993 | The Innocent                            | Bob Glass                     | |
| 1993 | The Remains of the Day                  | James Stevens                 | David di Donatello de Melhor Ator Prêmio do Círculo de Críticos de Cinema de Kansas City para Melhor Ator Prêmio do Círculo de Críticos de Cinema de Londres para Melhor Ator Prêmio da Associação de Críticos de Cinema de Los Angeles para Melhor Ator (também por Shadowlands) National Board of Review de Melhor Ator Coadjuvante (também por Shadowlands) Prêmio da Associação de Críticos do Sul para Melhor Ator (também por Shadowlands) Indicação - Oscar de Melhor Ator Indicação - BAFTA Award de Melhor Ator Indicação - Golden Globe Award de Melhor Ator - Filme Dramático |
| 1993 | Shadowlands                             | C. S. Lewis                   | BAFTA Award de Melhor Ator Prêmio da Associação de Críticos de Cinema de Los Angeles para Melhor Ator (também por The Remains of the Day) National Board of Review de Melhor Ator Coadjuvante (também por The Remains of the Day) Prêmio da Associação de Críticos do Sul para Melhor Ator (também por The Remains of the Day) |
| 1994 | The Road to Wellville                   | Dr. John Harvey Kellogg       | |
| 1994 | Legends of the Fall                     | Coronel William Ludlow        | |
| 1995 | Nixon                                   | Richard Nixon                 | Indicação - Oscar de Melhor Ator Indicação - Golden Globe Award de Melhor Ator - Filme Dramático Indicação - Screen Actors Guild Award de Melhor Performance por um Ator em Papel Principal Indicação - Screen Actors Guild Award para Melhor Performance de um Elenco em um Filme |
| 1996 | August                                  | Ieuan Davies                  | Também dirigiu e compôs a trilha sonora |
| 1996 | Surviving Picasso                       | Pablo Picasso                 | |
| 1997 | The Edge                                | Charles Morse                 | |
| 1997 | Amistad                                 | John Quincy Adams             | Broadcast Film Critics Association de Melhor Ator Coadjuvante Indicação - Oscar de Melhor Ator Coadjuvante Indicação - Golden Globe Award de Melhor Ator Coadjuvante Indicação - Prêmio da Sociedade de Críticos de Cinema Online para Melhor Ator Coadjuvante Indicação - Screen Actors Guild Award para Melhor Performance por um Ator em Papel Secundário |
| 1998 | The Mask of Zorro                       | Don Diego de la Vega/Zorro    | |
| 1998 | Meet Joe Black                          | William Parrish               | Indicação - Saturn Award de Melhor Ator |
| 1999 | Instinct                                | Ethan Powell                  | |
| 1999 | Titus                                   | Tito Andrônico                | Indicação – Prêmio do Círculo de Críticos de Cinema de Londres para Melhor Ator Britânico do Ano |
| 2000 | Mission: Impossible II                  | Comandante da Missão Swanbeck | Não creditado |
| 2000 | How the Grinch Stole Christmas          | Narrador                      | Voz |
| 2001 | Hannibal                                | Dr. Hannibal Lecter           | Indicação - Saturn Award de Melhor Ator |
| 2001 | Hearts in Atlantis                      | Ted Brautigan                 | |
| 2002 | Bad Company                             | Oficial Oakes                 | |
| 2002 | Red Dragon                              | Dr. Hannibal Lecter           | |
| 2003 | The Human Stain                         | Coleman Silk                  | Prêmio de Melhor Ator do Festival de Hollywood |
| 2004 | Alexander                               | Ptolomeu I Sóter              | |
| 2005 | Proof                                   | Robert                        | |
| 2005 | The World's Fastest Indian              | Burt Munro                    | New Zealand Screen Award de Melhor Ator |
| 2006 | Bobby                                   | John                          | Prêmio de Melhor Elenco do Festival de Hollywood Indicação - Screen Actors Guild Award para Melhor Performance de um Elenco em um Filme |
| 2006 | All the King's Men                      | Juiz Irwin                    | |
| 2007 | Shortcut to Happiness                   | Daniel Webster                | Filme para a televisão |
| 2007 | Slipstream                              | Felix Bonhoeffer              | |
| 2007 | Fracture                                | Theodore "Ted" Crawford       | |
| 2007 | Beowulf                                 | Hroðgar                       | |
| 2007 | The City of Your Final Destination      | Adam                          | |
| 2008 | Where I Stand: The Hank Greenspun Story | Hank Greenspun                | |
| 2010 | The Wolfman                             | Sir John Talbot               | |
| 2010 | You Will Meet a Tall Dark Stranger      | Alfie Shepridge               | |
| 2011 | The Rite                                | Padre Lucas                   | |
| 2011 | Thor                                    | Odin                          | |
| 2012 | 360                                     | John                          | |
| 2013 | Hitchcock                               | Alfred Hitchcock              | Prêmio melhor cena St. Louis Gateway Film Critics Association Indicação - St. Louis Gateway Film Critics Association para melhor ator |
| 2013 | Thor: The Dark World                    | Odin                          | |
| 2014 | Noah                                    | Matusalém                     | |
| 2014 | Kidnapping Freddy Heineken              | Freddy Heineken               | |
| 2015 | Presságios de Um Crime                  | John Clancy                   | |
| 2015 | Go With Me                              | Lester                        | |
| 2015 | The Dreeser                             | Sir                           | Filme para a televisão |
| 2016 | Misconduct                              | Arthur Denning                | |
| 2016 | Collide                                 | Hagen Kahl                    | |
| 2016 | Westworld                               | Dr. Ford                      | Indicado ao Emmy do Primetime de Melhor Ator em série dramática - 2017 |
| 2017 | Transformers: O Último Cavaleiro        | Sir Edmund Burton             | |
| 2017 | Thor: Ragnarok                          | Odin                          | |
| 2018 | King Lear                               | King Lear                     | |
| 2019 | The Two Popes                           | Papa Bento XVI                | Indicação - Oscar de Melhor Ator Coadjuvante Indicação - Globo de Ouro de melhor ator coadjuvante em cinema Indicação - Critics' Choice Award de melhor ator coadjuvante |
| 2020 | The Father                              | Anthony                       | Oscar de Melhor Ator |
| 2020 | Elyse                                   | Dr. Philip Lewis              | |
| 2023 | Freud's Last Session                    | Sigmund Freud                 | |

## Principais Prêmios e Indicações

#### Oscar
| Ano  | Categoria               | Indicação                | Notas    |
| ---- | ----------------------- | ------------------------ | -------- |
| 1992 | Melhor Ator             | The Silence of the Lambs | Venceu   |
| 1994 | Melhor Ator             | The Remains of the Day   | Indicado |
| 1996 | Melhor Ator             | Nixon                    | Indicado |
| 1998 | Melhor Ator Coadjuvante | Amistad                  | Indicado |
| 2020 | Melhor Ator Coadjuvante | The Two Popes            | Indicado |
| 2021 | Melhor Ator             | The Father               | Venceu   |

#### Emmy Awards
| Ano  | Categoria                                          | Indicação                     | Notas    |
| ---- | -------------------------------------------------- | ----------------------------- | -------- |
| 1976 | Melhor Ator em Minissérie ou Telefilme             | The Lindbergh Kidnapping Case | Venceu   |
| 1981 | Melhor Ator em Minissérie ou Telefilme             | The Bunker                    | Venceu   |
| 1982 | Melhor Ator em Minissérie ou Telefilme             | The Hunchback of Notre Dame   | Indicado |
| 1990 | Melhor Ator Coadjuvante em Minissérie ou Telefilme | Great Expectations            | Indicado |
| 2017 | Melhor Ator em Série Dramática                     | Westworld                     | Indicado |
| 2021 | Melhor Narração                                    | Mythic Quest                  | Indicado |

#### Globo de Ouro
| Ano  | Categoria                              | Indicação                | Notas    |
| ---- | -------------------------------------- | ------------------------ | -------- |
| 1979 | Melhor Ator em Filme Dramático         | Magic                    | Indicado |
| 1989 | Melhor Ator em Minissérie ou Telefilme | The Tenth Man            | Indicado |
| 1992 | Melhor Ator em Filme Dramático         | The Silence of the Lambs | Indicado |
| 1994 | Melhor Ator em Filme Dramático         | The Remains of the Day   | Indicado |
| 1996 | Melhor Ator em Filme Dramático         | Nixon                    | Indicado |
| 1998 | Melhor Ator Coadjuvante em Cinema      | Amistad                  | Indicado |
| 2006 | Prêmio Cecil B. DeMille                | Pelo Conjunto da Obra    | Venceu   |
| 2020 | Melhor Ator Coadjuvante em Cinema      | The Two Popes            | Indicado |
| 2021 | Melhor Ator em Filme Dramático         | The Father               | Indicado |

#### BAFTA
| Ano  | Categoria                        | Indicação             | Notas    |
| ---- | -------------------------------- | --------------------- | -------- |
| 1969 | Melhor Ator Coadjuvante          | The Lion in Winter    | Indicado |
| 1971 | Melhor Ator                      | Play for Today        | Indicado |
| 1971 | The Great Inimitable Mr. Deckins | Indicado              |          |
| 1971 | BBC Play of the Month            | Indicado              |          |
| 1973 | War and Peace                    | Venceu                |          |
| 1979 | Magic                            | Indicado              |          |
| 1992 | The Silence of the Lambs         | Venceu                |          |
| 1994 | The Remains of the Day           | Indicado              |          |
| 1994 | Shadowlands                      | Venceu                |          |
| 2008 | BAFTA Fellowship Awards          | Pelo Conjunto da Obra | Venceu   |
| 2020 | Melhor Ator Coadjuvante          | The Two Popes         | Indicado |
| 2021 | Melhor Ator                      | The Father            | Venceu   |

#### SAG Awards
| Ano  | Categoria                              | Indicação  | Notas    |
| ---- | -------------------------------------- | ---------- | -------- |
| 1996 | Melhor Ator Principal                  | Nixon      | Indicado |
| 1996 | Melhor Elenco em Cinema                | Nixon      | Indicado |
| 1998 | Melhor Ator Coadjuvante                | Amistad    | Indicado |
| 2007 | Melhor Elenco em Cinema                | Bobby      | Indicado |
| 2017 | Melhor Elenco em Série Dramática       | Westworld  | Indicado |
| 2019 | Melhor Ator em Minissérie ou Telefilme | King Lear  | Indicado |
| 2021 | Melhor Ator Principal                  | The Father | Indicado |

#### Critics' Choice Movie Awards
| Ano  | Categoria               | Indicação     | Notas    |
| ---- | ----------------------- | ------------- | -------- |
| 1998 | Melhor Ator Coadjuvante | Amistad       | Venceu   |
| 2007 | Melhor Elenco           | Bobby         | Indicado |
| 2020 | Melhor Ator Coadjuvante | The Two Popes | Indicado |
| 2021 | Melhor Ator             | The Father    | Indicado |